# 대구달서초등학교
대구달서초등학교(大邱達西初等學校)는 대한민국 대구광역시 서구 중리동에 있는 공립 초등학교로, 1981년 3월 1일에 개교되었다.

## 역사
- 1979-09-09 설립 인가
- 1981-03-01 대구달서국민학교 개교(30학급 편성)
- 1996-03-01 대구달서초등학교로 교명 변경
- 2010-12-13 달서 한빛관강당 및 시청각실) 완공
- 2013-02-16 제29회 졸업(총 졸업생 10,752명)
- 2011-03-02 34(2)학급 편성
- 2012-03-12 달서유치원 개원
- 2013-02-15 제31회 졸업(총 졸업생 11,065명)
- 2013-03-01 32(2)학급 편성
- 2013-10-01 운동장 우레탄 트랙 완공, 스탠드 및 놀이시설 보수
- 2014-02-13 제32회 졸업(총 졸업생 11,206명)
- 2014-03-03 33(2)학급 편성
- 2014-04-10 2014 영재학급 운영(4, 5학년 수학, 과학 각 17명)
- 2014-08-31 교문 설치
- 2015-02-13 제 33회 졸업(총 졸업생 11,324명)
- 2015-03-01 33(2)학급 편성
- 2015-03-02 1학년 133명 입학
- 2016-02-04 제34회 졸업(11,455명)

## 참고 자료
- 대구달서초등학교 - 한국교육학술정보원 학교알리미